# Forestville (Nueva York)
Forestville es una villa ubicada en el condado de Chautauqua en el estado estadounidense de Nueva York. En el año 2000 tenía una población de 770 habitantes y una densidad poblacional de 304 personas por km².

## Geografía
Forestville se encuentra ubicada en las coordenadas 42°28′18″N 79°10′27″O / 42.47167, -79.17417.

## Demografía
Según la Oficina del Censo en 2000 los ingresos medios por hogar en la localidad eran de $32,778, y los ingresos medios por familia eran $41,042. Los hombres tenían unos ingresos medios de $32,159 frente a los $25,139 para las mujeres. La renta per cápita para la localidad era de $15,993. Alrededor del 10.2% de la población estaban por debajo del umbral de pobreza.